# Blixtboll
Blixtboll är en svensk-finsk version av bollsporten rugby.
Liksom i rugbyn så går spelet ut på att komma över till motståndarens målsida eller fieldgoal. Detta sker med hjälp av 6-9 spelare i varje lag, som delas enkelt upp på fyra olika positioner; toppoffensiv, kantförsvarare, center och quarterback. I blixtboll finns det precis som i amerikansk fotboll olika taktikmodeller som används under spelets gång. Även om blixtbollens taktikmodeller är väldigt enkla till skillnad från den amerikanska fotbollens får de ändå stor betydelse för hur spelet ser ut. Bollen får endast passas med händer och det är inte tillåtet att sparka på bollen. I blixtboll är det tillåtet att tackla, så länge det är spelmässigt relevant. Inga osportsliga tacklingar är tillåtna. Det är också tillåtet att passa bollen, dock endast bakåt. Från detta finns två undantag, vid avspel och vid de eventuella straffkast som delas ut vid osportsliga tacklingar.
Spelets uppbyggnad består av två-tre 15 minuter långa matcher. Laget som sätter poäng fortsätter offensiven. Om motståndarlaget lägger poäng så vinner de rätten att spela offensiv, det vill säga att göra avspelet.
Blixtboll utvecklades av Tahko Pihkala och James B. Hogg, och i Finland finns ett idrottsförbund för blixtboll, bildat 1966.